# Anton Geyer
Anton Geyer (* 3. November 1918 in Unterreuth bei Passau-St. Korona; † 7. Mai 1993 in Passau) war ein römisch-katholischer Priester.

## Leben
Nach seinem Kriegsdienst empfing Geyer 1948 die Priesterweihe. Er war danach als Kooperator in Tittling (1948), Passau-St. Anton (1949) und Passau-St. Bartholomäus (Ilzstadt) (1951) tätig.
Am 1. April 1955 wurde er Sekretär von Bischof Simon Konrad Landersdorfer und Domvikar am Dom St. Stephan. Am 28. Oktober 1968 wurde er von Bischof Antonius Hofmann als Nachfolger von Johannes Dachsberger zum Generalvikar und Domkapitular des Bistums Passau ernannt. Ab 1968 war er zudem Vorsitzender des Diözesan-Caritasverbandes. Am 1. Mai 1982 übernahm er das Amt des Domdekans und 1984 als Dompropst den Vorsitz im Passauer Domkapitel bis zu seinem Ruhestand 1989.

## Ehrungen und Auszeichnungen
- Bayerischer Verdienstorden
- Päpstlicher Ehrenprälat (1967)
- Apostolischer Protonotar (1990)
- Verdienstkreuz 1. Klasse des Verdienstordens der Bundesrepublik Deutschland (1992)